# Gaviões (grupo indígena)
Gavião é a denominação dada em português a vários grupos indígenas do Brasil. Estes grupos não possuem necessariamente quaisquer relações culturais e linguísticas entre si:
- O grupo gavião do oeste ou do Pará (kyikatejê-gavião, paracatejê-gavião e akrãtikatêjê-gavião ou gavião da montanha) fala dialetos da língua timbira. Esses grupos vivem na Terra Indígena Mãe Maria, no Pará. [1]
- O grupo pucobié-gavião fala um dialeto da língua timbira e vivia na Terra Indígena Governador, no Maranhão. Foram chamados de gaviões do leste.
- O grupo gavião de Rondônia ou Ikolen fala uma língua Tupi Mondé integrante do tronco tupi e vive no estado de Rondônia
- O grupo Gaviões-boa-vista ou  Anajé  que significa Gavião de Rapina em tupi antigo atualmente, fala o português, mas estão reaprendendo a  língua Tupi e vive junto a outros grupos indígenas no complexo étnico da Serra das Matas, no estado do Ceará